# Nora Orlandi

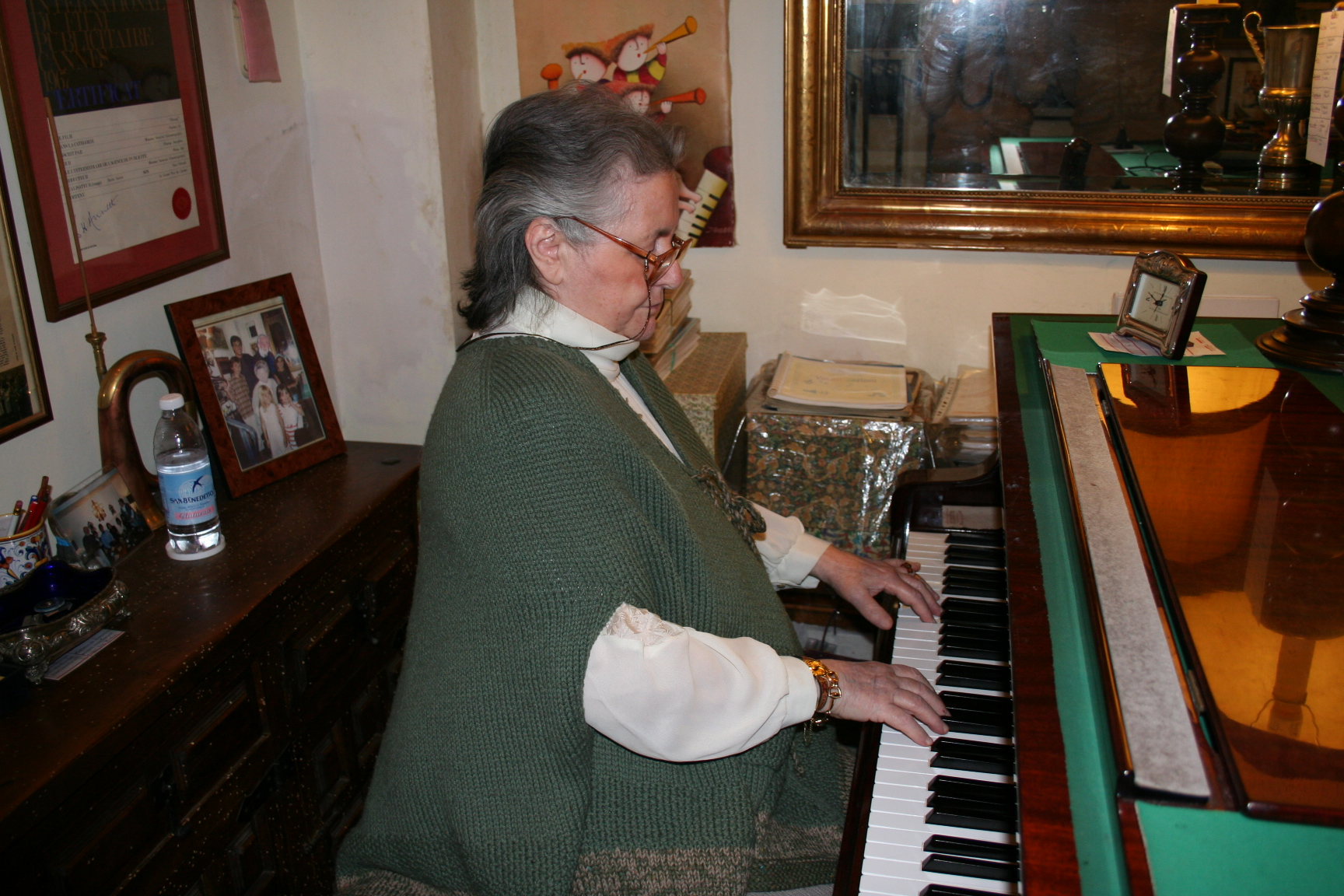
Nora Orlandi im Jahr 2008

Nora Orlandi (* 28. Juni 1933 in Voghera; † 1. Januar 2025 in Rom) war eine italienische Pianistin, Violinistin, Sopranistin, Filmkomponistin und gelegentliche Schauspielerin. Sie schuf einige musikalische Werke für das italienische Kino der 1960er und 1970er Jahre. Darunter die Musik für Filme wie Johnny Yuma, Tal der Hoffnung, 10.000 blutige Dollar, Das Gesicht im Dunkeln oder Crow.

## Leben und Werk
Nora Orlandi wurde 1933 in Voghera in der Provinz Pavia in der Lombardei geboren. 1952 rief sie das Quartetto 2 + 2 ins Leben. Später gründete sie den bekannten Vokalchor 4 + 4 zusammen mit Marco Ferradini, Santino Rocchetti und Silvia Annichiarico, der ihr persönliches Markenzeichen wurde und über 20 Jahre musikalisch in Italien präsent war. Nach ihrer musikalischen Laufbahn widmete sich Orlandi in der Hauptsache der Unterrichtstätigkeit als Gesangslehrerin. In dieser Funktion nahm sie auch an der zweiten Ausgabe der Talentshow Amici di Maria De Filippi teil.
In den 1960er und 1970er Jahren entstanden unter ihrer Feder einige Kompositionen für den italienischen Film. Orlandi arbeitete in ihrer Musikkarriere mehrfach mit dem Filmregisseur und Drehbuchautor Romolo Guerrieri zusammen. Darüber hinaus folgten Kollaborationen mit Regisseuren wie Alfonso Balcázar, Riccardo Freda, Giovanni Fago, Sergio Martino oder Gianni Crea. Zur italienischen Miniserie Orlando furioso komponierte sie 1974 darüber hinaus auch Musik für das italienische Fernsehen. 
Regisseur und Drehbuchautor Quentin Tarantino setzte ihre Musik aus dem Film Lo strano vizio della Signora Wardh von 1971 später im Jahr 2004 auch in seinem Actionfilm Kill Bill – Volume 2 mit Uma Thurman in der Hauptrolle ein.
Nora Orlandi war die erste italienische Filmkomponistin und als solche eine der ersten Filmkomponistinnen im internationalen Vergleich. Sie schrieb verschiedene Stücke für Italowestern und Kriminalfilme.
Orlandi verstarb am 1. Januar 2025 91-jährig in Rom. Nora Orlandi war auch unter dem Pseudonym Joan Christian tätig.

## Filmografie (Auswahl)

### Soundtrack
- 1966: Johnny Yuma
- 1967: Tal der Hoffnung (Clint el solitario)
- 1967: 10.000 blutige Dollar (10.000 dollari per un massacro)
- 1967: Der Tod zählt keine Dollar (La morte non conta i Dollari)
- 1968: Il dolce corpo di Deborah
- 1968: Django – der Bastard (Per 100.000 dollari t'ammazzo)
- 1968: Das Gesicht im Dunkeln (A doppia faccia)
- 1971: Lo strano vizio della Signora Wardh
- 1972: Un dólar de recompensa
- 1973: Crow (... E il terzo giorno arrivò il Corvo)
- 1974: Orlando furioso (Miniserie, 5 Episoden)

### Filmlieder
- 1963: Gli eroi del West
- 1966: Nebraska-Jim (Ringo del Nebraska)
- 1968: Carrera – Das Geheimnis der blonden Katze (El magnifico Tony Carrera)
- 1968: Django – Melodie in Blei (Uno di piu all'inferno)
- 1972: Verflucht, verdammt und Halleluja (... e poi lo chiamarono il Magnifico)